# Stony Ridge (Ohio)
Stony Ridge es un lugar designado por el censo ubicado en el condado de Wood en el estado estadounidense de Ohio. En el Censo de 2010 tenía una población de 411 habitantes y una densidad poblacional de 93,13 personas por km².

## Geografía
Stony Ridge se encuentra ubicado en las coordenadas 41°30′27″N 83°30′34″O / 41.50750, -83.50944. Según la Oficina del Censo de los Estados Unidos, Stony Ridge tiene una superficie total de 4.41 km², de la cual 4.41 km² corresponden a tierra firme y (0%) 0 km² es agua.

## Demografía
Según el censo de 2010, había 411 personas residiendo en Stony Ridge. La densidad de población era de 93,13 hab./km². De los 411 habitantes, Stony Ridge estaba compuesto por el 94.4% blancos, el 2.92% eran afroamericanos, el 0% eran amerindios, el 0.24% eran asiáticos, el 0% eran isleños del Pacífico, el 1.7% eran de otras razas y el 0.73% pertenecían a dos o más razas. Del total de la población el 3.41% eran hispanos o latinos de cualquier raza.